# Riksväg 97

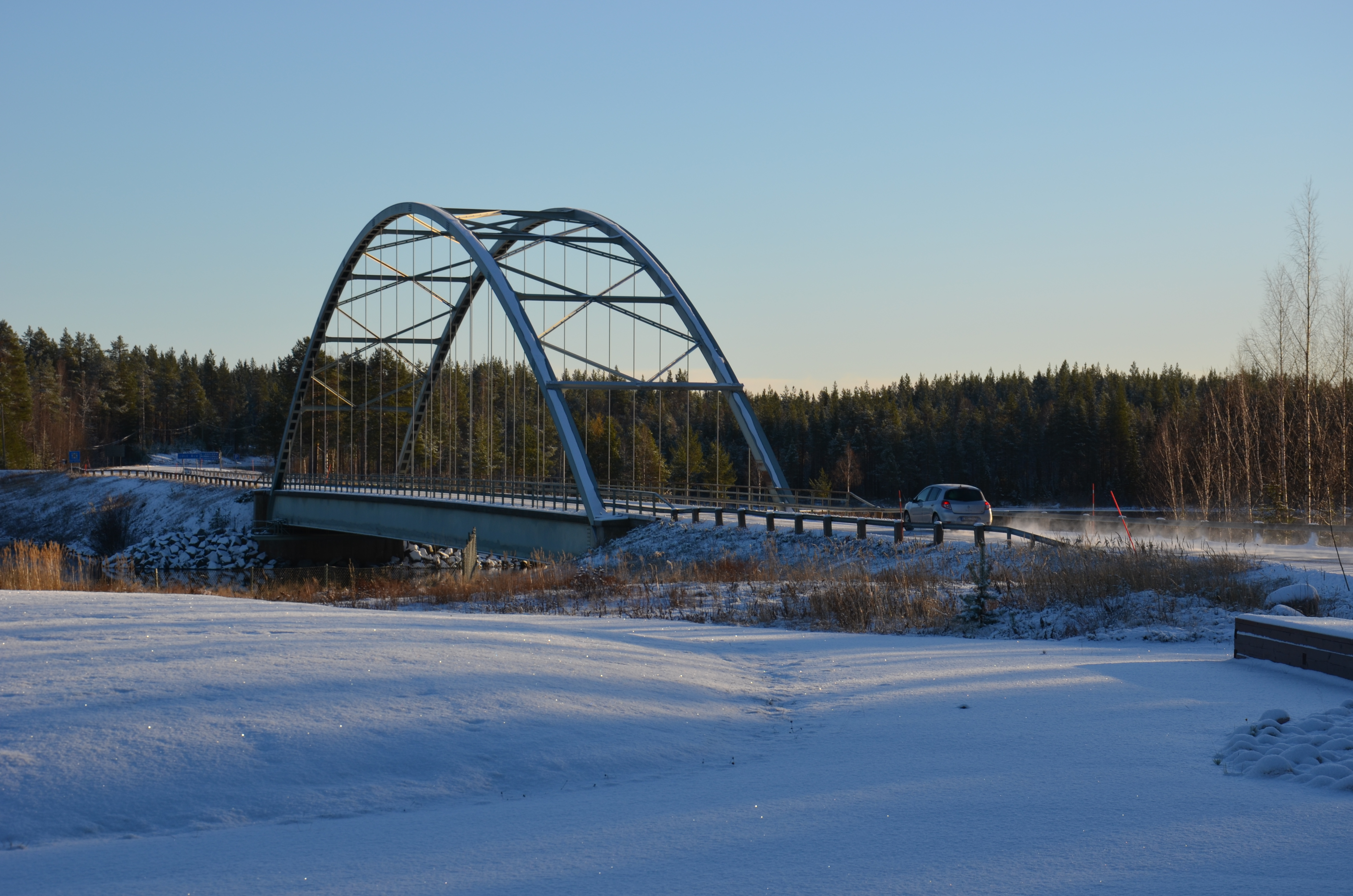
Vägbron vid Edefors, där riksväg 97 korsar Lule älv

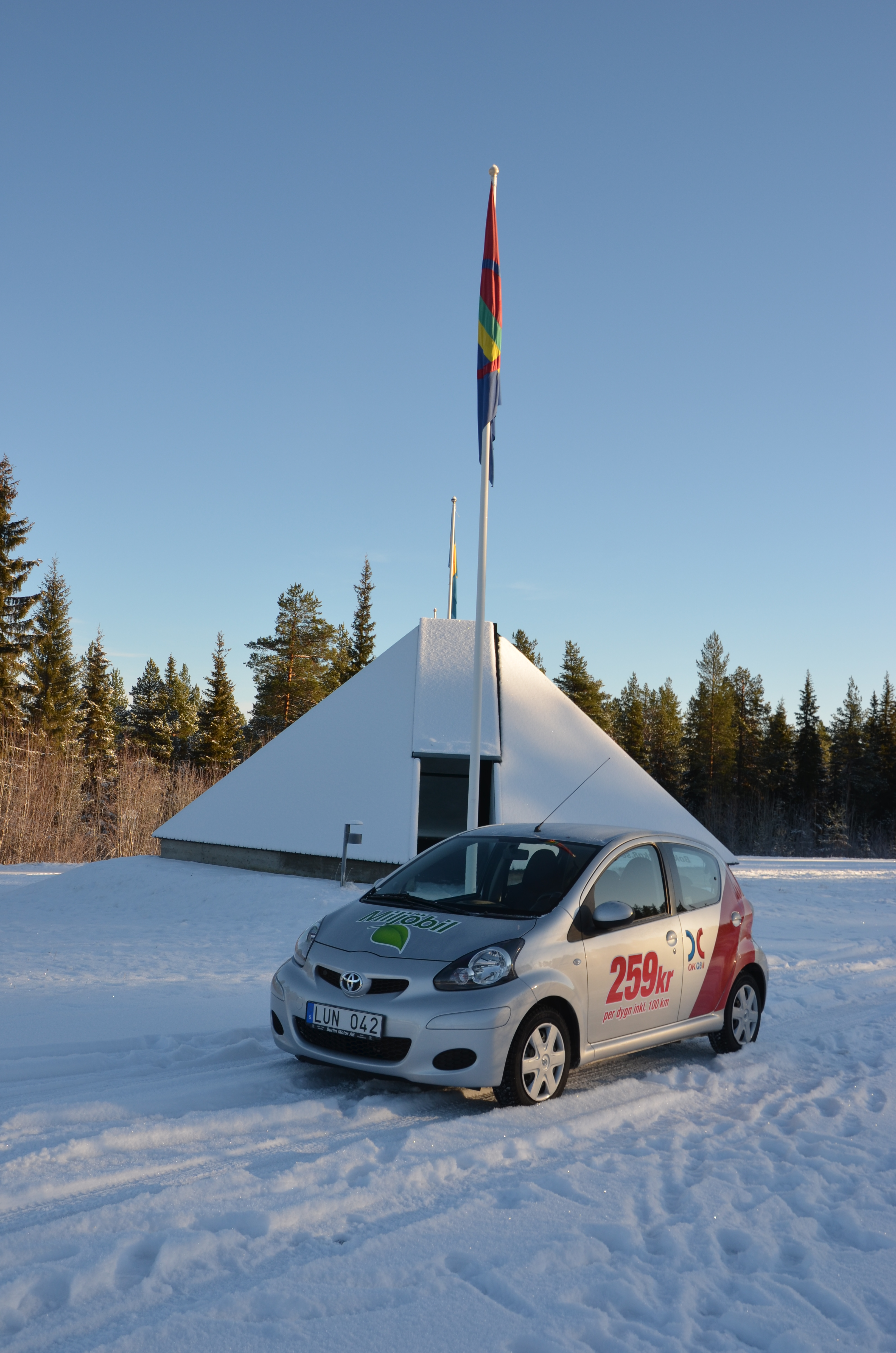
Riksväg 97 passerar polcirkeln 14 kilometer söder om Jokkmokk

Riksväg 97 är en riksväg som går mellan Luleå och Jokkmokk.

## Sträckning
Riksväg 97 går i sydost-nordvästlig riktning från Luleå vid Bottenviken, på norra sidan av Luleälven genom orterna Gammelstad, Södra Sunderbyn, Sävast, Boden, Vittjärv, Svartlå, Harads och till Edefors. Vid Edefors (Laxede) korsar vägen älven och följer den södra stranden till Vuollerim där Stora Luleälv och Lilla Luleälv har sitt sammanflöde.
Luleälvens dalgång är bördig jordbruksmark ända upp till Vuollerim, där älven nedströms kraftverket ligger på endast 46 meter över havet, Lapplands lägsta punkt. Efter senaste istiden nådde havet ända upp till Vuollerim.
Sträckan Vuollerim - Jokkmokk går på stora sandhedar längs Lilla Luleälvs södra strand, utan att passera några större byar. 14 kilometer söder om Jokkmokk passeras norra polcirkeln.

## Anslutningar
- Luleå
- Luleå
- Luleå
- Boden
- Boden
- Jokkmokk
- Jokkmokk

## Vägutformning
Riksväg 97 är motortrafikled mellan Trafikplats Notviken och Södra Sunderbyn. Sträckan mellan Luleå och Gammelstad har fyra körfält, bred mittremsa och breda vägrenar, och sträckan mellan Gammelstad och Södra Sunderbyn har omväxlande 2+1- och 2+2-körfält.
Sträckan Södra Sunderbyn - Boden är tvåfilig 13-meters landsväg, med Boden-Jokkmokk är i huvudsak 8-meters tvåfilig landsväg. Hastighetsbegränsningen är i huvudsak 90–110 km/h.
I stort sett hela sträckan har en modern miljöstakning med långa svepande kurvor och få backkrön. Den gamla vägen finns bevarad på ett flertal sträckor.

## Planerad utbyggnad
Hela sträckan mellan Luleå och Boden, som länge varit kraftigt belastad och olycksdrabbad, planeras bli mötesfri innan år 2021.[uppföljning saknas] Den nya vägstandarden ska vara mötesfri landsväg/motortrafikled omväxlande mellan 2+2- och 2+1-filer så att vägen kontinuerligt har två filer i riktning mot länssjukhuset i Sunderbyn för att underlätta akuttransporter. Etappen försenades av ett överklagande genom alla instanser. Utbyggnadens första etapp, mellan Gammelstad och Södra Sunderbyn, färdigställdes hösten 2005.

## Historik
Vägen Luleå - Jokkmokk blev 1951 skyltad som länshuvudväg 381. Vid vägnummeromläggningen 1962 blev den riksväg 97 och gick vidare från Jokkmokk till Gällivare. Från 1985 fick vägen Östersund-Jokkmokk-Gällivare-Karesuando numret 88, och riksväg 97 fick då tillbaka sträckningen Luleå - Jokkmokk. Den har inte ändrat sträckning sedan dess.
Motortrafikleden Luleå - Sunderbyn byggdes troligen samtidigt som den E4-delsträcka den korsar. Den byggdes 1978, inklusive motortrafikledskorsningen Notviken (och Nya Gäddviksbron). Vägen Boden - Jokkmokk hade i stort sett samma sträckning åtminstone på 1940-talet, förutom förbifarter förbi Bredåker och Vittjärv.
På 1890-talet fanns en väg Luleå - Boden nästan helt i samma sträckning som på 1940-talet. Vägen norrut gick då i äldre sträckning Boden - Bredåker och samma som idag till Edefors, och i stort sett samma ända till Jokkmokk (och sjön Vájgajávvre alldeles norr därom). Detta var på 1890-talet den enda vägen på åtskilliga mils radie från Jokkmokk.

## Kuriosa
Carl von Linné reste denna sträcka under sin lappländska resa 1732 till Jokkmokk och Kvikkjokk.

## Trafikplatser och korsningar
|                                      | Nr | Namn                    | Skyltning                                    |
| ------------------------------------ | -- | ----------------------- | -------------------------------------------- |
| Motortrafikled Luleå–Södra Sunderbyn |    |                         |                                              |
| Motorvägskorsning                    |    | Trafikplats Notviken    | Sundsvall Haparanda; Kiruna; Arvidsjaur      |
|                                      |    | Trafikplats Gammelstad  | Gammelstad                                   |
|                                      |    |                         | Södra Sunderbyn                              |
| Landsväg Södra Sunderbyn-Jokkmokk    |    |                         |                                              |
|                                      |    | Trafikplats Sunderbyn S | Sunderby sjukhus (endast till/från sydost)   |
|                                      |    | Trafikplats Sunderbyn N | Sunderby sjukhus (endast till/från nordväst) |
|                                      |    |                         | Sävast (endast från nordväst)                |
|                                      |    |                         | Svartbyn                                     |
|                                      |    | Boden                   | Morjärv; Råneå (Rv 97 svänger)               |
|                                      |    | Boden                   | Älvsbyn                                      |
|                                      |    | Rastplats Edefors       |                                              |
|                                      |    | Jokkmokk                | Arvidsjaur, Gällivare; Älvsbyn               |